# Ken Penders
Kenneth W. Penders, II es un creador y escritor de cómics estadounidense. Además de su trabajo cómico, Penders ha trabajado en televisión en guiones gráficos, fondos y diseño de personajes, y trabajó en guiones para sus propias películas inéditas. Es conocido por su trabajo en la serie de Archie Comics Sonic the Hedgehog y sus spin-offs, en los que trabajó durante más de quince años, junto con sus demandas posteriores relacionadas con las obras.

## Carrera
Antes de trabajar en el negocio de los cómics, los primeros trabajos de Penders como artista comercial incluyeron camisetas de serigrafía a los 16 años, servir como ilustrador técnico en la Fuerza Aérea de los Estados Unidos y trabajar como ilustrador gráfico en una empresa de ingeniería no especificada de Boston. Según Penders, primero consiguió trabajo en la industria del cómic trabajando en la miniserie Who's Who In Star Trek de DC Comics en 1986. más tarde trabajando en su carrera de cómics de Star Trek: The Next Generation a principios de los 90. Fue contratado para trabajar en este último a petición del autor regular de Star Trek Robert Greenberger. Penders también aceptó un contrato que ilustra para la serie Captain Atom de DC, después de ser seleccionado como finalista en un concurso de dibujo de cómics patrocinado por Marvel Comics en 1989 y aceptar visitar seminarios semanales.
Penders fue contratado para trabajar en la serie de cómics Sonic the Hedgehog, publicada por Archie Comics, a principios de la carrera del cómic en 1993. Se desempeñó como escritor principal durante gran parte de la primeros años de la serie hasta que cambió su enfoque para trabajar en la serie paralela Knuckles the Echidna, que se emitió desde 1997 hasta que fue cancelada debido a las malas ventas en 1999. Penders todavía produciría historias y obras de arte para el título principal durante y después de la carrera inicial de Knuckles, en algún momento reanudando su papel como escritor principal del cómic # 145 en adelante después de que el entonces escritor principal Karl Bollers dejara el cómic en 2005. Penders continuó trabajando en el cómic como escritor principal hasta que dejó Archie en 2006. con su contribución final siendo tintas y letras para la historia de fondo en el número # 169. Fuera del cómic, Penders ilustró la portada del conjunto completo de DVD de Sonic the Hedgehog.
Además de sus trabajos para Sonic y Star Trek, Penders escribió e ilustró cómics para DC, Marvel, Image y Disney para series como Disney Adventures, Savage Sword of Conan y The Green Hornet. Penders creó su propia IP de cómic original para Image a principios de la década de 2000, The Lost Ones, lanzando un solo número antes de que fuera cancelado. También ha trabajado en otros medios, incluyendo la producción de libros de actividades infantiles y la creación de gráficos para juegos en CD-ROM. Penders también tiene créditos para guiones gráficos en dos episodios de King of the Hill, y creó arte conceptual para anuncios para el Motorola Razr.

### Tono de la película de Sonic
Una pieza de arte conceptual para el lanzamiento de Sonic Armageddon de Penders, que representa a los personajes de Sonic the Hedgehog y Sally Acorn llorando sobre la explosión del planeta Mobius.
En 2002, el escritor de Sonic the Hedgehog, Ben Hurst, intentó lanzar una continuación animada de la serie, proponiendo su idea a un ejecutivo de Sega. Hurst declaró que el ejecutivo estaba interesado en el proyecto, y que más tarde fue llamado sobre la película por Penders, en ese momento escritor principal de la serie Archie Comic Sonic the Hedgehog; El cómic se originó como una rama de la serie animada. Hurst dijo sobre la llamada que "generosamente ofreció incluir [a Penders] en el esfuerzo y le dijo [a Penders] su estrategia". Sin embargo, declaró que después de llamar a Sega, el comportamiento de su contacto había cambiado por completo, afirmando enojado que a Sega se le paga para desarrollar proyectos de Sonic, en lugar de pagar a otros para que lo hagan. Hurst teorizó que, "Penders había relacionado mi estrategia con ellos de una manera menos que halagadora ... Entonces [Penders] dejó caer pistas de que él sería el escritor de un gran largometraje de Sonic". Penders más tarde lanzaría a Sega su propio concepto para una película en 2003 basada en el cómic de Archie, bajo el nombre de Sonic Armageddon. No se sabe mucho sobre el lanzamiento, excepto que la película habría seguido a Sonic y sus amigos después de que su planeta natal de Mobius explotara, algo que se muestra en el arte del tono y declarado por el propio Penders. Según Penders, tenía el apoyo del director de X-Men, Larry Hudson, y el gerente de licencias de Sega of America, Robert Leffer, detrás de él, y cita la oportunidad de hacer la película en cuanto a por qué dejó su puesto como escritor principal del cómic de Sonic en Archie. Creó cuatro piezas de arte conceptual y un video casero, pero el proyecto nunca se materializó debido a la muerte de Leffer y lo que Penders describió como "agitación corporativa masiva" en Sega en algún momento de 2007..

### Las crónicas de Lara-Su
En julio de 2010, después de que la Oficina de Derechos de Autor de los Estados Unidos certificara sus reclamos sobre su trabajo para la serie Sonic the Hedgehog Archie, Penders anunció sus intenciones de continuar la historia de Lara-Su, uno de sus personajes originales creados para Sonic y la hija en el universo de Knuckles the Echidna, junto con los otros personajes de equidna que había creado para el cómic de Archie. En diciembre de 2011, Penders anunció que la continuación sería en forma de una serie de novelas gráficas, titulada The Lara-Su Chronicles. La serie también contará con muchos otros personajes creados durante su tiempo en Archie, y servirá como continuación de una historia que había escrito para el cómic de Sonic, "Mobius: 25 Years Later". Penders declaró que la serie comparte el mismo punto de partida con su lanzamiento de Sonic Armageddon, comenzando con la explosión del planeta Mobius. El 5 de marzo de 2014, Penders anunció en su cuenta de Twitter que sus personajes ya no eran equidna sino Echyd'nya, una especie exótica. Penders declaró que las razones para el cambio eran que necesitaba hacer algunos ajustes para ampliar la audiencia, que quería dar respuestas y resolución a los fanáticos de toda la vida, y debido a la aparente dificultad que ha visto con las personas que pronuncian la palabra equidna.
Penders declaró en una entrevista posterior que sus objetivos con The Lara-Su Chronicles son "[inspirar] a la próxima generación a hacer lo suyo en lugar de jugar en la caja de arena de otra persona" y ve un esfuerzo por terminar lo que comenzó con "Mobius: 25 años después". También declaró que la serie puede ser su último "proyecto de cómics", y que la serie tendrá siete partes. Penders planea lanzar una compilación de todas sus historias de "Mobius" en la Comic-Con de San Diego 2022 como tapa dura titulada The Lara-Su Chronicles: Beginnings, junto con una aplicación desarrollada para la serie que contiene una vista previa del primer libro de la serie, Shattered Tomorrows. A pesar de estar oficialmente en desarrollo durante más de 13 años a partir de abril de 2023, el primer volumen completo permanece inédito.

## Demandas

### Archie Comics vs Penders
En enero de 2009, tres años después de dejar Archie Comics, Penders comenzó a solicitar los derechos de autor de cada historia, personaje y obra de arte que había creado para la serie de cómics Sonic the Hedgehog de Archie y sus spin-offs, con las reclamaciones certificadas a partir de abril de 2010 por la Oficina de Derechos de Autor de los Estados Unidos. Penders planeó continuar su historia "Mobius: 25 Years Later" independientemente del editor, y declaró que todo lo que usaba sus obras con derechos de autor desde el número # 160 del cómic principal de Sonic. era "esencialmente no autorizada". Se le había pedido que lo hiciera después de que sus fanes se pusieran en contacto con él preguntándole si tenía algo que ver con el lanzamiento de Sonic Chronicles: The Dark Brotherhood, lo cual no hizo; Penders alegó que el juego usaba conceptos y personajes similares a los que había escrito para la serie de cómics.
Archie Comics presentó una demanda contra Penders en el otoño de 2010 en un intento de retener sus derechos de autor de sus personajes y conceptos; Archie alegó que Penders había violado su contrato con ellos. Sin embargo, la única copia de este contrato que Archie pudo presentar para el tribunal fue una fotocopia, que Penders afirmó que era una falsificación; La naturaleza reproducida de la fotocopia significaba que su validez podía ser cuestionada. Como Archie no pudo producir la copia original de su contrato con Penders, ni los de ningún otro artista que hubiera trabajado en Sonic antes, estaban abiertos a futuras demandas. Como resultado, en el otoño de 2012, Archie Comics despidió y posteriormente reemplazó a todo su equipo legal. Cuando un juez le preguntó en un juicio posterior, sobre el tema de los contratos, si "el abogado anterior lo arruinó", el abogado de reemplazo de Archie, Joshua Paul, estuvo de acuerdo.
En 2013, la demanda terminó con prejuicios, con Penders ganando los derechos de un estimado de más de 200 personajes del cómic en un acuerdo confidencial con Archie Comics. Más tarde convertiría el proyecto de continuación "Mobius: 25 Years Later" en The Lara-Su Chronicles. Archie inicialmente escribiría a sus personajes de futuros cómics, reescribiendo temas a mitad de la demanda para eliminar cualquier referencia a ellos y no volver a publicar historias que los involucren, antes de reiniciar el canon por completo para recuperar no solo sus personajes y conceptos originales sino de cualquier otro escritor anterior. Cuando se le preguntó sobre este reinicio en una entrevista, Penders declaró que el retcon no era necesario, y que Archie podría haber seguido usando sus personajes y conceptos con derechos de autor hasta cierto punto. El éxito de Pender en su demanda inspiraría a sus compañeros exalumnos de Archie Sonic, Scott Fulop, a presentar sus propias demandas por infracción de derechos de autor contra Archie y Sega en 2016; Las demandas de Fulop fueron desestimadas un año después debido a la falta de pruebas.

### Penders vs SEGA y EA
Penders presentó una demanda contra Sega y EA Games en 2011 por presunta infracción de derechos de autor en el juego Sonic Chronicles: The Dark Brotherhood, que fue desarrollado por la subsidiaria de EA, BioWare. En particular, Penders afirmó que el juego había robado el concepto de Nocturnus Clan de su propia Legión Oscura, junto con muchos otros conceptos de la serie spin-off Knuckles the Echidna que había escrito; Algo llamó su atención después de que los fanáticos suyos le preguntaron si trabajaba en el juego basándose en las similitudes. El caso fue desestimado sin perjuicio el 26 de septiembre de 2011, y luego nuevamente en febrero de 2012, después de que el caso se había vuelto a presentar cuatro días después de que fue desestimado originalmente, a pesar de las advertencias del juez Otis Wright, quien desestimó el caso en ambas ocasiones. En octubre de 2013, el 9.º Tribunal de Apelaciones de CA confirmó el fallo inicial del juez Wright.

### Otras demandas potenciales
En octubre de 2015, Penders hizo una publicación en su Twitter que algunos interpretaron como dirigida a Archie Comics, sobre los editores de cómics que no "creen en cumplir con su parte del trato" y que no "lo culpan por lo que sucede después"; se cree que el tuit fue en respuesta a las reimpresiones planificadas por Archie. Sin embargo, Penders no ha presentado demandas contra Archie desde entonces.
En abril de 2022, después del lanzamiento de la película Sonic the Hedgehog 2, los fanáticos notaron que la película le dio al personaje de Knuckles the Echidna un padre en pantalla, algo que ningún medio de comunicación para la serie había hecho desde que la demanda de Penders le había otorgado los derechos de autor de la encarnación de Archie Comics de su padre, Locke. Penders se dirigió a Twitter para afirmar que creía que el personaje de la película era una versión de Locke, y que creía que otro equidna en la película era otro personaje suyo, Enerjak. Cuando un usuario le preguntó si tenía motivos para demandar, Penders respondió que "dejaría que los abogados lo discutieran", lo que llevó a muchos a creer que se estaba preparando para otra demanda. Sin embargo, a partir de 2023, no se ha materializado ninguna demanda.

## Impacto
Penders y su trabajo para los cómics de Archie Sonic se consideran controvertidos dentro del fandom más amplio de Sonic the Hedgehog. Si bien su trabajo recibió elogios durante la ejecución de la serie, sus demandas contra Sega y Archie se consideran agrias de su posición con los fanáticos, sirviendo como objeto de críticas regulares del fandom. Los fanáticos culpan a las demandas tanto por la eventual cancelación de los cómics de Archie Sonic como por una colección de mandatos rumoreados que limitan todos los cómics de Sonic posteriores a la demanda, aunque la existencia de estos mandatos ha sido refutada por el exlíder Archie y el escritor de IDW Sonic, Ian Flynn. El resultado de la demanda de Archie significó que cientos de personajes creados por ex contratistas de Archie fueron eliminados del canon de Sonic, algo que Penders reconoce que molestó a los fanáticos, pero ha declarado que fue una decisión tomada por Archie en lugar de él mismo. El contenido creado para Sonic Chronicles tampoco ha aparecido en los medios de Sonic desde las demandas de Penders contra Sega y EA, probablemente debido a cualquier material nuevo que permita a Penders presentar una nueva demanda dentro del Estatuto de Limitaciones.